# 五氮化三钽
五氮化三钽是一种无机化合物，化学式为Ta3N5。它可用作光电催化剂。

## 制备及反应
五氮化三钽可由钽酸钠和氨气在1000 °C反应制得。它也可由五氯化钽在氨气中加热至750 °C得到。
它和碱金属氨基化物（MNH2，M=Na, K, Rb, Cs）在400 °C反应，可以得到MTaN2：
Ta3N5 + 3 MNH2 → 3 MTaN2 + 2 NH3
它和硫化钠、硫在高温反应，可以得到Na3TaS4。